# 牛の首
牛の首（うしのくび）は、古くから伝わる都市伝説の一つである。
内容は「『牛の首』というとても恐ろしい怪談があり、これを聞いた者は恐怖のあまり身震いが止まらず、三日と経たずに死んでしまう。怪談の作者は、多くの死者が出たことを悔い、これを供養するため仏門に入り、人に乞われても二度とこの話をすることは無く、世を去った。この怪談を知るものはみな死んでしまい、今に伝わるのは『牛の首』と言う題名と、それが無類の恐ろしい話であった、ということのみである」というもの
。

## 解説
ここで挙げられている「牛の首」という怪談自体は存在しない。 超常現象研究家の並木伸一郎は「怖いもの見たさの好奇心が生み出した、幻の都市伝説」と自著の中で述べている。
代表的な都市伝説の一つとして語り継がれており、1965年に執筆された小松左京による同名・同内容の短編小説が存在するため、そこから流布したとする説もあるが、小松によれば出版界にもともとそうした小咄があったという。
この小咄を広めたのは、「牛の首」を今日泊亜蘭から聞いて、1973年に世界一怖い怪談として『夕刊フジ』連載のエッセイで紹介した筒井康隆との説もあるが、真偽は定かではない。都市伝説蒐集家の松山ひろしは「作家仲間内のネタが、筒井氏のエッセイをきっかけに世間に広まった」と分析している。

## 小松左京の小説
『サンケイスポーツ』1965年（昭和40年）2月8日号に掲載されたショートショート。『ある生き物の記録』（ハヤカワ・SF・シリーズ、1966年、集英社文庫、1982年）、『鏡の中の世界』（ハヤカワJA文庫、1974年、角川文庫、1978年）、『小松左京ショートショート全集』（勁文社、1995年）、『小松左京全集 完全版 25』（城西国際大学出版会、2017年）他に再録。
あらすじ
怪談好きの「私」は、「牛の首」という恐ろしい怪談がある、という話を聞きつけ、その内容を教えてもらおうとあちこち尋ねてまわるが、誰もが異口同音に「あんな恐ろしい話はきいたことがない」と言うばかりで、内容を話してくれない。そのうちに「私」は真相に気づいて震え上がる。

## 実在の怪談「牛の首」
都市伝説との関連は不明であるが、同名の「牛の首」という怪談が実在する。大正15年（1926年）刊行の『文藝市場』第2巻第3号に、石角春洋（石角春之助）が父親から聞いた話として同名の記事を執筆している。